# 三菱電機メルコダイヤモンズ
三菱電機メルコダイヤモンズ（みつびしでんきメルコダイヤモンズ、英: Mitsubishi Electric Melco Diamonds）は、2023年現在、トップウェストBに所属する三菱電機のラグビーユニオンチーム。

## 概要
- 公式戦は、兵庫県伊丹市にある三菱電機総合グランドで行われている[1]。

## 成績

### リーグ戦戦績
- 2003-2004 トップウェストC 5位
- 2004-2005 トップウェストC 2位
- 2005-2006 トップウェストC 4位
- 2006-2007 トップウェストC 7位、リーグ再編に伴いトップウェストB1へ参加[2]
- 2007-2008 トップウェストB1 2位
- 2008-2009 トップウェストB1 3位
- 2009-2010 トップウェストB1 4位
- 2010-2011 トップウェストB1 3位
- 2011-2012 トップウェストB1 4位
- 2012-2013 トップウェストB1 2位（4勝1敗）
- 2013-2014 トップウェストB1 優勝（4勝）
- 2014-2015 トップウェストB1 3位（4勝1敗）、リーグ再編に伴いトップウェストCへ参加[3]
- 2015-2016 トップウェストC 5位（3勝4敗）
- 2016-2017 トップウェストC 3位（4勝3敗）、トップウェストB昇格[4]
- 2017-2018 トップウェストB 8位（1勝6敗）、入れ替え戦：敗戦、トップウェストC降格
- 2018-2019 トップウェストC 4位（5勝2敗）
- 2019-2020 トップウェストC 優勝（7勝）、入替戦：勝利、トップウェストB昇格
- 2021-2022 トップウェストB 6位（リーグ戦：ホワイトカンファレンス3位 2敗、順位決定戦：5・6位決定戦 敗戦）
- 2022-2023 トップウェストB 6位（1勝5敗）、入替戦：敗戦、トップウェストC降格
- 2023-2024 トップウェストC 優勝（6勝1分）、入替戦：勝利、トップウェストB昇格
- 2024-2025 トップウェストB 6位（1勝6敗）

## 三菱グループのラグビーチーム
- 三菱重工相模原ダイナボアーズ
- 三菱重工長崎ラグビー部
- 三菱自動車京都レッドエボリューションズ
- 三菱自動車倉敷キングフィッシャーズ